# Ontario Highway 400
Der Highway 400 in der kanadischen Provinz Ontario führt von der Georgian Bay, einer Bucht des Lake Huron nach Toronto. Die Route hat eine Länge von 226 km.

## Streckenführung
Der Highway 400 bildet die Fortsetzung von Highway 69. Er führt in südlicher Richtung und ist auf der gesamten Strecke als Freeway ausgebaut. Beginn des Highway ist nördlich von Nobel, einem Teilort von McDougall. Er führt als Umgehung um Parry Sound und verlässt damit die Küstenregion um den Lake Huron. Der Highway befindet sich hier im südlichen Teil des kanadischen Schilds und durchquert die von Seen durchzogene Landschaft. Bei Severn verlässt er den kanadischen Schild und trifft nochmals auf einen Ausläufer des Lake Huron. Dort zweigt dann auch Ontario Highway 12 in östlicher Richtung ab, bis zu dieser Kreuzung war Highway 400 Bestandteil des Trans-Canada Highway-Systems. Der Highway durchquert nun Landschaft, die unter dem Namen Golden Horseshoe bekannt ist und trifft damit auf die Metropolregion um Toronto. Er läuft durch Barrie und führt weiter südwärts. In Vaughan kreuzt er Highway 407, den einzigen auf seiner gesamten Länge mautpflichtigen Highway in Ontario. Damit befindet sich der Highway auch im Großraum Toronto. Er trifft dort auf Highway 401 und endet dann. Die Fortsetzung des Highways durch innerörtliche Straßen führt ins Zentrum der Stadt.

## Ausbau
Mittelfristig ist angedacht, den Highway weiter in nördlicher Richtung zu verlängern und damit Highway 69 zu ersetzen. Dazu sind auch schon einige Abschnitte von Highway 69 südlich von Sudbury als Freeway ausgebaut bzw. werden derzeit noch ausgebaut.